# Easton Neston house
Easton Neston est une grande maison de campagne classée  dans la paroisse d'Easton Neston près de Towcester dans le Northamptonshire, en Angleterre. Elle est construite par William Fermor (1er baron Leominster) (1648-1711), dans le style baroque selon la conception de l'architecte Nicholas Hawksmoor . On pense que Easton Neston est le seul manoir qui est uniquement l'œuvre de Hawksmoor. À partir de 1700 environ, après l'achèvement d'Easton Neston, Hawksmoor travaille avec Sir John Vanbrugh sur de nombreux bâtiments, dont château Howard et le palais de Blenheim, et fournit des connaissances techniques aux Vanbrugh moins qualifiés. L'œuvre de Hawksmoor a toujours été classiquement plus sévère que celle de Vanbrugh. Cependant, Easton Neston est antérieur à ce partenariat d'environ six ans.

## Architecte

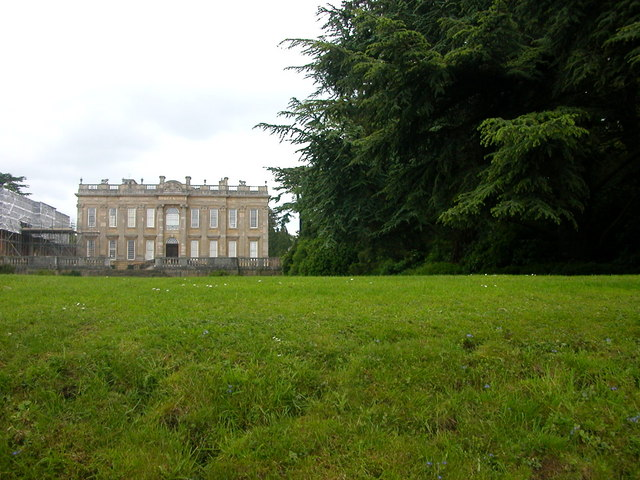
Easton Neston en 2007, en cours de travaux

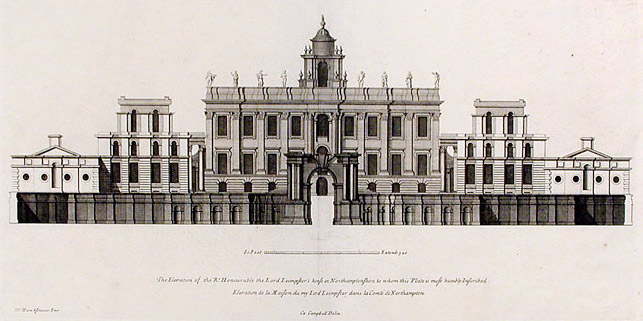
Une proposition pour Easton Neston publiée dans Vitruvius Britannicus, i (1715). Le bloc central avait été construit conformément à la proposition, sauf que la coupole n'a pas été ajoutée au toit.

Hawksmoor est chargé de reconstruire l'ancien manoir d'Easton Neston par Sir William Fermor, créé plus tard baron Leominster, qui a hérité du domaine de son père Sir William Fermor, 1er baronnet (1621-1661), qui en a lui-même hérité en 1640 et a été créé baronnet l'année suivante par le roi Charles Ier. Hawksmoor est recommandé à Fermor par son cousin par alliance Sir Christopher Wren qui, vers 1680, conseille la construction d'un nouveau manoir sur le site. Il ne reste aucune information de ce que Wren envisageait, et les travaux semblent avoir cessé après l'achèvement des deux ailes de service, dont un seul subsiste. Après le mariage de Fermor en 1692 avec la riche héritière Catherine Poulett, il décide de ressusciter l'idée d'un nouveau manoir, et par la suite l'élève de Wren, Hawksmoor, reçoit le marché vers 1694.
Une lettre de 300 mots écrite et signée par Wren vers 1685 subsiste, offrant des conseils concernant la construction d'Easton Neston. Elle est mise en vente aux enchères le 29 mars 2011 avec une estimation de 9 000 £ et vendu 19 200 £ ,.
En mai 2011, une émission télévisée mettant en vedette Easton Neston, par l'historien britannique de l'architecture Dan Cruickshank, dans la série The Country House Revealed, est diffusée par la BBC . Elle soulève la question de savoir si Wren ou Hawksmoor ont conçu le bâtiment. Cruickshank obtient des échantillons de bois du toit du bâtiment et des tests de date révèlent qu'ils proviennent d'arbres qui ont été abattus entre 1700 et 1701, ce qui est proposé comme preuve que Hawksmoor est l'architecte, pas Wren.

## Extérieur

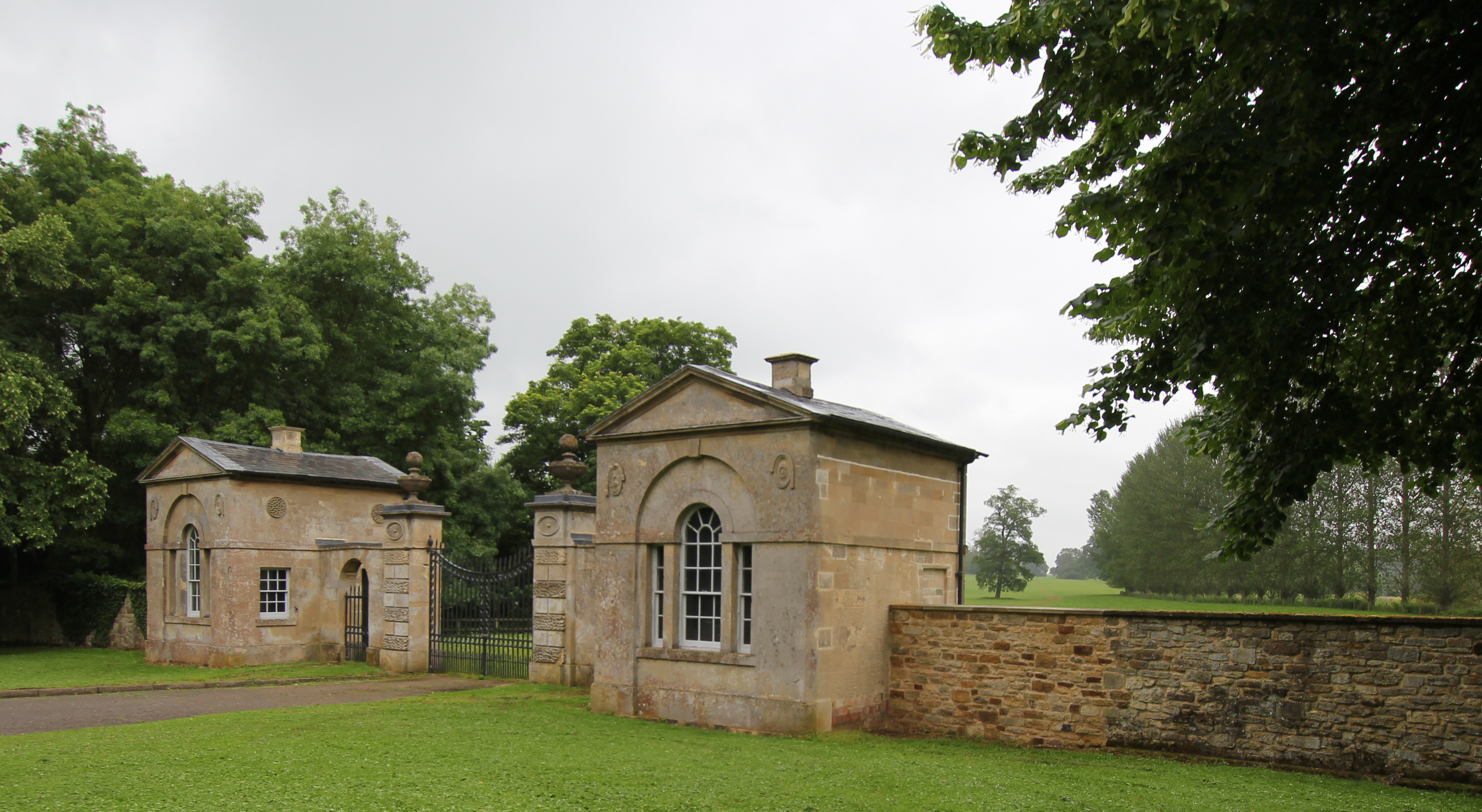
Lodges d'entrée sud, Easton Neston, sur l'Old Towcester Road, avec le domaine et la rivière Tove bordée d'arbres visibles en arrière-plan

Fermor a acheté une grande collection de statues en marbre de la collection Arundel et utilise certaines pour décorer le domaine. Elles sont enlevées et vendues avec d'autres articles par George Fermor (2e comte de Pomfret) (1722-1785) (fils du 1er comte), alors en difficulté financière, et sont achetés par sa mère Henrietta Jeffreys, fille de John Jeffreys, 2e baron Jeffreys de Wem, qui en 1755 en fait don au Ashmolean Museum d'Oxford .
La maison d'Hawksmoor construite à Easton Neston peut être décrite comme un palais miniature par l'ordre colossal des pilastres et de la balustrade de couronnement et précède la conception proposée par Gabriel du Petit Trianon à Versailles, dont la construction n'est achevée que 50 ans environ après Easton Neston, dont les gravures sont publiées dans Vitruvius Britannicus. La conception de Gabriel est elle-même influencée par le Capitole à Rome de Michel-Ange (décédé en 1564). Les deux façades principales d'Easton Neston sont de conception simple, sans ostentation. La maison rectangulaire comprend trois étages principaux. Le plus bas est un sous-sol rustique, au-dessus du niveau du sol, les deux étages supérieurs semblant avoir la même valeur - neuf baies divisées par des pilastres composites, chaque baie contenant une grande et mince fenêtre à guillotine de la même hauteur à chaque étage. La travée centrale contient l'entrée, flanquée de deux colonnes pleines composites. Ces deux colonnes supportent un petit fronton à tête arrondie arborant les armoiries de Fermor et la devise héraldique. Au-dessus de la porte à la hauteur du deuxième étage se trouve une fenêtre vénitienne massive. La ligne de toit est dissimulée par une balustrade décorée d'urnes en pierre couvertes aux dix intervalles au-dessus des pilastres inférieurs. La conception et la fenestration de la façade d'entrée sont répétées à l'arrière sur la façade du jardin, sauf que la balustrade du toit à l'arrière n'est pas décorée d'urnes et de fronton. La maison est construite en pierre de Helmdon, une pierre crème d'une qualité exceptionnelle , ce qui permet à la sculpture d'apparaître aussi nette aujourd'hui qu'elle l'était lors de l'achèvement de la maison en 1702.
Quelques années après l'achèvement de la maison en 1702, Hawksmoor élabore d'autres plans pour une immense cour d'entrée. Ces dessins, jamais entièrement exécutés mais publiés dans Vitruvius Britannicus, auraient flanqué la maison rectangulaire existante de deux ailes, l'une contenant des écuries et l'autre des pièces de service. Le quatrième côté (entrée) de la cour devait être une colonnade élaborée. Aucune partie substantielle de ce projet ultérieur n'a été construite, à l'exception de deux grands piliers d'entrée ozymandiens maintenant délabrés, bloqués dans le parc. Les deux ailes en briques rouges préexistantes (elles-mêmes devant peut-être quelque chose à Christopher Wren) sont restées, bien que l'aile ouest (écurie) ait été démolie plus tard après la construction des nouvelles écuries. Certains commentateurs architecturaux, dont Dan Cruickshank, estiment que le manoir de Hawksmoor aurait pu être gâché par ce nouveau schéma, qui devait plus aux concepts architecturaux de Sir John Vanbrugh qu'à ceux de Hawksmoor. L'ensemble du nouveau design proposé est représenté dans l'œuvre de 1715 de Colen Campbell Vitruvius Britannicus, comme s'il avait en fait été construit.

## Intérieur
Les pièces principales ont des fenêtres s'élevant presque du sol au plafond. Les pièces sont grandes et bien proportionnées sans souffrir de la grandeur oppressante qui devait être une caractéristique du travail collaboratif ultérieur de Vanbrugh et Hawksmoor. L'escalier principal massif, avec sa balustrade en fer forgé dans le style de Jean Tijou, comprend deux longues volées peu profondes montant à la galerie du premier étage qui est décorée de grisailles peintes par James Thornhill.
Les intérieurs d'Easton Neston ont subi divers changements depuis que Hawksmoor a terminé la maison. La grande salle de Hawksmoor, avec ses hauts murs nus, ses vestibules flanquants et ses colonnes corinthiennes, est subdivisée au XIXe siècle par Sir Thomas Hesketh, qui hérite de la propriété de son oncle, pour créer un étage supérieur contenant trois chambres. Le salon principal, la seule pièce fortement décorée de la maison, a également connu une évolution sous la forme de plâtres décoratifs réalisés par Artari au milieu du XVIIIe siècle pour Thomas Fermor (1er comte de Pomfret) (1698-1753), comprenant un plafond haut-relief assorti sur les murs par d'immenses panneaux à volutes et encadrements de tableaux, avec des trophées contenant des emblèmes de chasse.

## Jardins

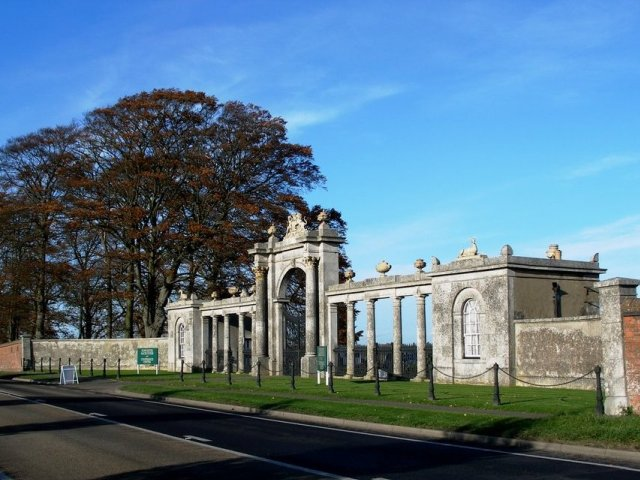
L' Easton Neston Gate à l'hippodrome de Towcester

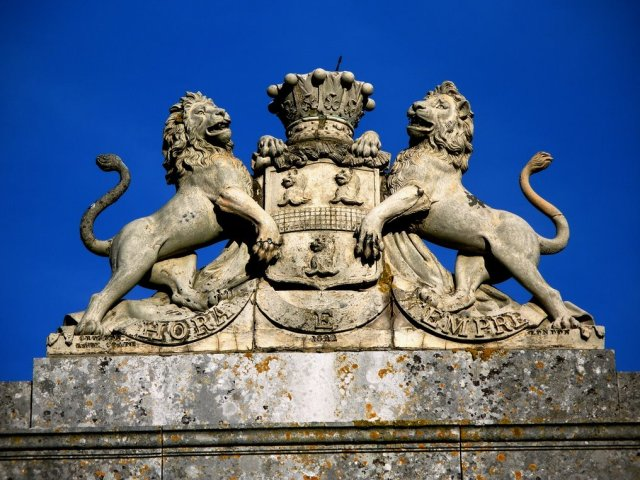
L' Easton Neston Gate à l'hippodrome de Towcester, montrant les armes Fermor

Dans le parc, Hawksmoor conçoit également un canal pour compléter la maison, connu sous le nom de Long Water ; c'est sur un axe avec la porte d'entrée au centre de la façade du jardin. Au XXe siècle, les jardins surplombés par l'ouest, ou façade jardin, sont encore rehaussés par la création d'une terrasse d'eau, par Thomas Fermor-Hesketh, 1er baron Hesketh (1881-1944), petit-neveu du 5e et dernier comte de Pomfret. Il est décoré de topiaires de buis et de roses entourant un grand bassin, qui reflète la maison dans son eau.

## Historique
Pendant la majeure partie de son existence, notamment au XXIe siècle, Easton Neston est une maison privée et n'a jamais été ouverte au public. par conséquent, elle est peu connue.
En mars 1876, l'impératrice Elisabeth d'Autriche visite l'Angleterre et loue Easton Neston House, utilisant ses belles écuries pour ses chevaux. Elle utilise la gare de Blisworth pour se rendre à Londres.
En 2004 Alexander Fermor-Hesketh, un descendant du constructeur via une lignée féminine, met la maison et le domaine environnant, notamment l'hippodrome de Towcester, en vente pour un prix demandé de 50 millions de livres sterling. Il ne reçoit aucune offre et par conséquent en 2005, il vend le domaine au coup par coup. Une partie du domaine, comprenant la maison principale, quelques bâtiments périphériques et 550 acres (2,225771031 km2) de terrain, sont vendus pour environ 15 millions de livres sterling à Leon Max, un commerçant et designer . Lord Hesketh vend les terres agricoles et le village gothique de Hulcote, mais conserve la propriété de l'hippodrome de Towcester.

## La bibliothèque Hesketh
La bibliothèque d'Easton Neston abritait autrefois une importante collection de livres et de manuscrits rares, en grande partie créés par Frederick Fermor-Hesketh, 2e baron Hesketh. En 2006, la collection est déposée en prêt à la bibliothèque de l'université de Lancaster la famille Hesketh ayant ses origines dans le Lancashire. Cependant, ceux-ci sont ensuite retirés de l'université. En 2010, les fiduciaires du testament du 2e baron vendent certains de ses livres, manuscrits et lettres chez Sotheby's.